# Vektor (epidemiologi)
Se även vektor (genteknik) och vektor (olika betydelser).
En vektor är inom biologin och medicin en organism som är smittbärare men inte själv framkallar sjukdomsförloppet. Vektorn kan däremot förmedla en parasit eller ett annat smittämne (patogen), som kan framkalla sjukdom. Exempel på vektorer är malariamyggan som sprider malaria, och fladdermöss som kan sprida rabies. Man skiljer härvid på mekaniska vektorer, där vektorn endast förflyttar patogenet fysiskt, och biologiska vektorer, vari patogenet genomgår ett nödvändigt stadium i sin utveckling. Biologiska vektorer påverkas ofta negativt av patogenet. Med andra ord blir då även vektorerna "sjuka".

## Biologiska vektorer
- fästingar sprider borrelia
- myggor sprider malaria, West Nile-feber, denguefeber
- loppor sprider pest
- löss sprider fläckfeber, Q-feber